# Спасите утопающего
«Спасите утопающего» — советская чёрно-белая комедия 1967 года режиссёра Павла Арсенова, выпущенная киностудией имени М. Горького.

## Сюжет
Пионер Андрей Васильков захотел стать героем — и на глазах у чехословацких туристов «спас» не умеющего плавать Гульку. На самом деле предварительно Андрей прорубил дно лодки, чтобы Гулька в нужное время оказался в воде. И теперь герой выступает на собраниях, делится опытом, даёт советы. Но на городском водном празднике Андрей, уставший от шумихи, признаётся в том, что подвига никакого не было. Тогда Гулька прыгает с вышки, а следом прыгает его «спасатель».

## В ролях
| Актёр                                 | Роль                                               |
| ------------------------------------- | -------------------------------------------------- |
| Андрей Ушаков                         | Андрей Васильков                                   |
| Лёня Карасёв                          | Серёжа-Гулька                                      |
| Егор Дьяков                           | Егор Подушкин                                      |
| Валентин Брылеев                      | отец Андрея                                        |
| Светлана Харитонова                   | редактор Светлана Николаевна                       |
| Валерий Носик                         | Русалкин                                           |
| Георгий Вицин                         | майор милиции / старик в панамке                   |
| Алексей Смирнов                       | умеющий играть на тубе / старшина милиции Марченко |
| Татьяна Гаврилова                     | мать Андрея                                        |
| Михаил Державин                       | иностранный турист с кинокамерой Квадрачек         |
| Александр Ширвиндт                    | экскурсовод                                        |
| Екатерина Васильева                   | соседка                                            |
| Игорь Безяев                          | сосед                                              |
| Рудольф Панков - сосед, участник хора | Эпизод                                             |
| Олег Ефремов                          | песни от автора                                    |

## Съёмочная группа
- Сценаристы: Исай Кузнецов, Авенир Зак
- Режиссёр: Павел Арсенов
- Оператор: Грайр Гарибян
- Художник: Галина Анфилова
- Композитор: Микаэл Таривердиев
- Текст песен (в титрах: автор стихотворного текста): Вадим Коростылёв
- Исполнение песен: Олег Ефремов
- Звукорежиссёр: Борис Голев
- Государственный симфонический оркестр кинематографии
  - Дирижёр: Эмин Хачатурян